# Krzyszkowice (województwo mazowieckie)
Krzyszkowice – wieś w Polsce położona w województwie mazowieckim, w powiecie radomskim, w gminie Przytyk.
W skład sołectwa Krzyszkowice wchodzą także Żmijków i Gaczkowice. 
| SIMC    | Nazwa   | Rodzaj     |
| ------- | ------- | ---------- |
| 0634199 | Żmijków | przysiółek |

Prywatna wieś szlachecka, położona była w drugiej połowie XVI wieku w powiecie radomskim województwa sandomierskiego. W latach 1975–1998 miejscowość administracyjnie należała do województwa radomskiego.
Wierni Kościoła rzymskokatolickiego należą do parafii Wniebowzięcia Najświętszej Maryi Panny w Jarosławicach.